# Saliout 1
Saliout 1 est la première station spatiale au monde et a inauguré le programme Saliout. Pendant 23 jours, des cosmonautes ont vécu à son bord.

## Histoire

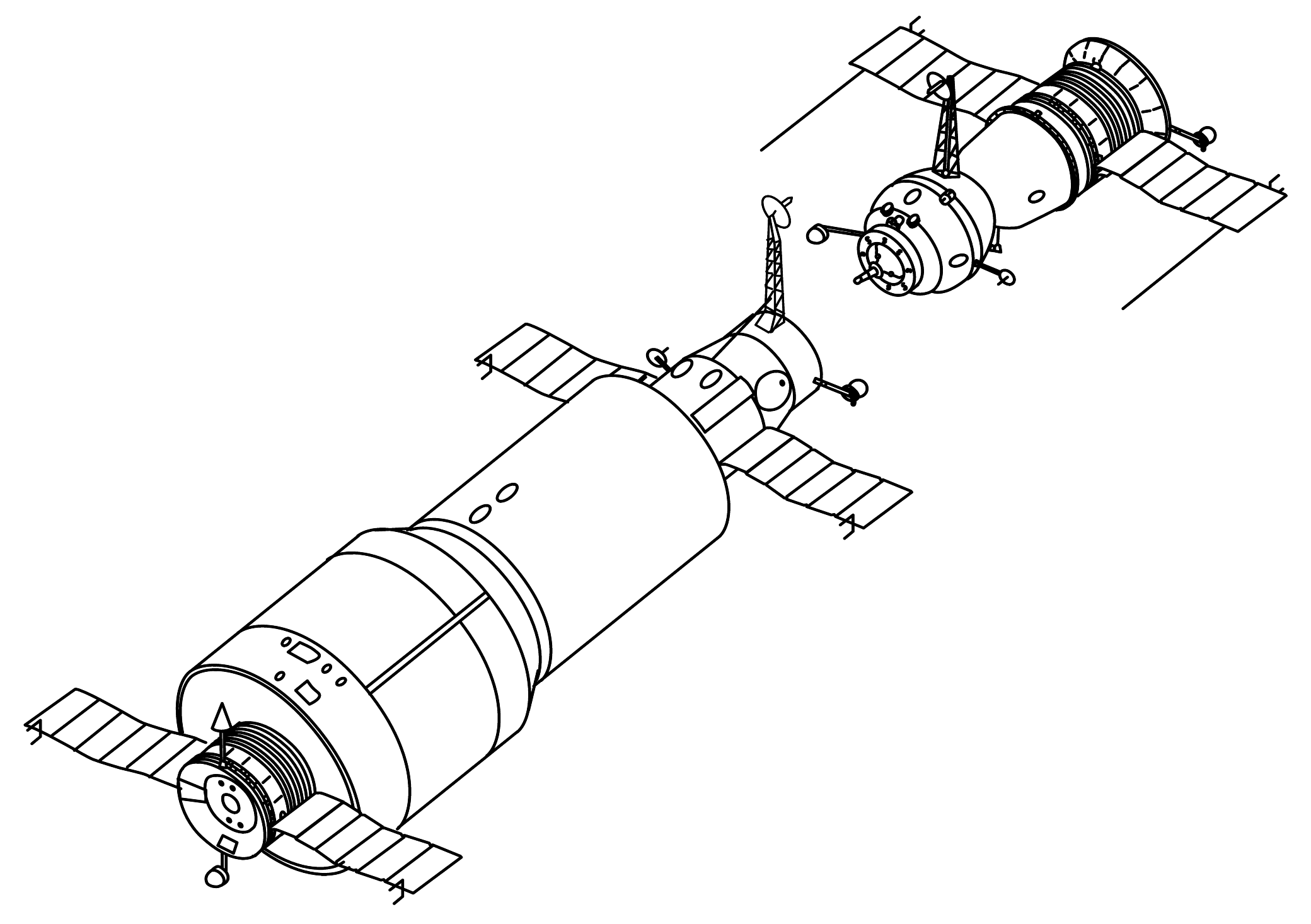
Diagramme de Saliout 1 avec un véhicule Soyouz en approche.

Le 19 avril 1971, Saliout 1, la première station spatiale construite par l'Homme, est placée en orbite par une fusée Proton-K depuis le cosmodrome de Baïkonour. Les dirigeants de l'Union soviétique, après avoir subi une longue série d'échecs, peuvent enfin annoncer que leur pays a repris l'initiative dans le domaine spatial. La NASA ne lancera la station Skylab que deux ans plus tard.
Un premier équipage est lancé quatre jours plus tard à bord du vaisseau Soyouz 10. Celui-ci parvient à réaliser la manœuvre de rendez-vous et à s'amarrer à la station spatiale sans rencontrer de problème. Mais, lorsque les cosmonautes tentent de démonter l'écoutille de leur vaisseau pour accéder au tunnel qui relie le vaisseau à la station, ils n'y parviennent pas. Ils doivent renoncer et revenir sur Terre sans avoir pu pénétrer dans la station spatiale. L'enquête réalisée après leur retour démontrera que l'écoutille n'a pu être déverrouillée à cause d'une anomalie dans un circuit électrique du système d'amarrage du vaisseau Soyouz.
Soyouz 11 est lancé quelques mois plus tard, le 6 juin 1971, avec à son bord Gueorgui Dobrovolski, Viktor Patsaïev et Vladislav Volkov. Le vaisseau rejoint la station, s'amarre à celle-ci et l'équipage parvient cette fois à pénétrer à l'intérieur de Saliout 1. Malgré une certaine appréhension liée à l'insuffisance de son entraînement, l'équipage parvient à mener ses différentes tâches à bord durant les douze premiers jours. Le 18 juin, un feu électrique se déclare dans la station. L'équipage alarmé demande à être évacué et entame les préparatifs de départ. Le feu est finalement maitrisé mais les cosmonautes sont fortement ébranlés par cet épisode. Le contrôle au sol décide d'abréger leur séjour dans l'espace. Le 29 juin, l'équipage quitte la station à bord du vaisseau Soyouz. Les cosmonautes portent une combinaison qui les protège du froid mais pas de la dépressurisation. Soyouz 11 effectue peu après la séquence de manœuvres qui précède la rentrée atmosphérique. Le module orbital et le module de descente du vaisseau se séparent. Mais les boulons pyrotechniques se déclenchent tous en même temps au lieu d'exploser les uns à la suite des autres. La violence de la déflagration descelle deux valves utilisées pour égaliser la pression avec l'extérieur lorsque la pression atmosphérique est redevenue presque normale, donc près du sol. En 30 secondes, l'habitacle est vidé de son atmosphère. L'équipage tente en vain de trouver la fuite et de l'obturer mais perd conscience en moins d'une minute et décède peu après. Le vaisseau atterrit intact mais son équipage ne peut être ranimé. Cette catastrophe, qui vient peu après le décès de Vladimir Mikhaïlovitch Komarov en 1967 à bord de Soyouz 1 et de celui de Youri Gagarine en 1968 lors d'un vol d'entraînement, frappe le pays. Les cosmonautes de Soyouz 11 ont droit à des funérailles nationales. Leurs cendres sont scellées dans le mur du Kremlin ,. 
À la suite de cet accident, le vaisseau Soyouz est modifié pour améliorer la sécurité des cosmonautes. Durant les phases critiques du vol (lancement, manœuvre d'amarrage, retour au sol), l'équipage doit désormais porter une combinaison spatiale pressurisée Sokol mise au point pour cet usage. Les nouveaux dispositifs de sécurité accroissent le poids du vaisseau. Pour que le vaisseau puisse être placé en orbite par le même lanceur et dispose des mêmes capacités de manœuvre, il est nécessaire que sa masse reste identique : à cet effet les panneaux solaires sont abandonnés pour des batteries, ce qui limite à deux jours son autonomie en vol tandis que l'équipage est réduit à deux cosmonautes,. Lorsque, en octobre 1971, il devient évident que la mise au point des modifications du vaisseau Soyouz va nécessiter du temps, un ordre est envoyé à la station Saliout 1 pour qu'elle quitte son orbite et effectue une rentrée atmosphérique au-dessus de l'océan Pacifique. La station restera en orbite jusqu'au 16 octobre, totalisant 175 jours en orbite et 2 929 révolutions.
En juillet 1972, une station Saliout modifiée, DOS-2, est lancée par une fusée Proton, mais le deuxième étage est victime d'un dysfonctionnement et la mise en orbite échoue.

## Caractéristiques
- Longueur : 15,8 m
- Diamètre maximal : 4,15 m
- Volume habitable : 90 m3
- Poids au lancement : 18 900 kg
- Nombre de panneaux solaires : 4
- Longueur des panneaux solaires : environ 10 m
- Surface des panneaux solaires : 28 m2
- Nombre de ports d'amarrage : 1